# Nocaracris
Nocaracris is een geslacht van rechtvleugeligen uit de familie Pamphagidae. De wetenschappelijke naam van dit geslacht is voor het eerst geldig gepubliceerd in 1928 door Uvarov.

## Soorten
Het geslacht Nocaracris omvat de volgende soorten:
- Nocaracris curtus Mishchenko, 1951
- Nocaracris cyanipes Fischer von Waldheim, 1846
- Nocaracris pontica Ramme, 1951
- Nocaracris tecticollis Ramme, 1951
- Nocaracris tibialis Ramme, 1951